# Fundo Mhura
Fundo Mhura (ur. 9 października 1983) − szkocki bokser pochodzenia malawijskiego.

## Kariera amatorska
W marcu 2006 był uczestnikiem igrzysk Wspólnoty Narodów, gdzie rywalizował w kategorii półśredniej. W pierwszej swojej walce pokonał na punkty (23:17) Walijczyka Aarona Thomasa, awansując do 1/8 finału. W 1/8 pokonał go reprezentant Nigerii Olufemi Ajayi, który zwyciężył na punkty. W lipcu tego samego roku został brązowym medalistą mistrzostw Europy. W ćwierćfinale tej imprezy pokonał przez RSC w trzecim starciu Darrena O’Neilla, a walkę o finał przegrał z Rahibem Bəylərovem.
W 2005 i 2007 był półfinalistą mistrzostw Szkocji w kategorii półśredniej oraz średniej.